# Línea de tensión constante
Las empresas de energía eléctrica desarrollaron un sistema para disminuir las pérdidas de potencia en las líneas de energía, la cual ha sido aplicada al audio. Existen dudas sobre la procedencia del término, aunque seguramente derive de los diferentes amplificadores que se utilizan que tienen la misma tensión eléctrica de salida, en el caso de Europa son 100V en USA serían 70 V(exactamente 70,7 V).
Uno de los problemas que presenta la conexión directa de altavoces a un amplificador es la adaptación de impedancias, si a esto le sumamos las importantes pérdidas de potencia por la resistencia de los cables, debido a las fuertes corrientes en juego nos damos cuenta que la conexión directa de altavoces queda reducida a pequeñas instalaciones de hasta 10 o 12 altavoces destinadas a difundir mensajes principalmente.
Por lo tanto para simplificar los cálculos y sobre todo limitar las pérdidas de potencia en tiradas largas de cable, se desarrolló el sistema llamado línea de tensión constante.

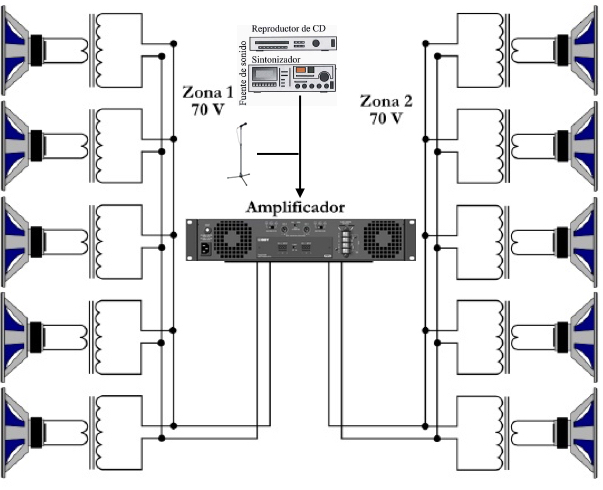

## Definición
Una línea de tensión constante consiste en utilizar un transformador de audio para elevar la tensión de salida a un nivel alto (70 o 100 V), reduciendo así la corriente a transportar por los cables, y volver a reducir la tensión, mediante otro transformador, al llegar al altavoz, hasta el valor apropiado a la impedencia y potencia de este. Cada transformador tiene varios Taps (normalmente vienen en vatios) estos nos permiten variar la potencia para cada altavoz, dándonos la posibilidad de aumentar los SPL en áreas pequeñas si fuese necesario.

## Ventajas

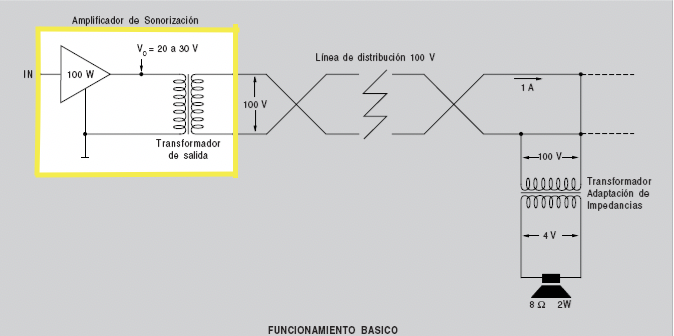

En la siguiente figura el Amplificador de sonorización ha sido dotado de un transformador en su salida, que eleva la tensión de la señal de audio, desde los 20/30 V que es capaz de proporcionar, hasta 70 o 100 V que inyectaremos en la línea de distribución. 
1. Se han de hacer menos cálculos que en las conexiones serie/paralelo.
2. Existe mayor flexibilidad en la elección del tipo de altavoz y de su potencia.
3. Nos permite arreglar o quitar altavoces sin tener que rediseñar el sistema.
4. El fallo de un altavoz no afecta al resto de altavoces del circuito.
5. Permite la conexión de muchos altavoces de poca potencia, con impedancias de 8 o 16 ohmios resulta difícil conectar un gran número de cajas en paralelo, se evitan así este tipo de conexiones serie/paralelo evitando así que el fallo de un altavoz repercuta en todos los demás que estén en serie con él.
6. Nos permite hacer largas tiradas de cable y de menor calibre, reduce la sección de los hilos en largas distancias, al elevar el voltaje reducimos la corriente que viaja por la línea de altavoces y disminuye la pérdida de potencia producida por el cable, permitiendo usar un cable de menor calibre y tiradas muy largas.

## Desventajas
1. Perdida de potencia, el transformador pierde parte de la potencia que transmite por el calor que produce (1 dB por transformador), aun así la pérdida de potencia no es tan significativa comparada con una instalación de baja impedancia.
2. Perdida de frecuencias altas al estar conectado el transformador entre los altavoces y el amplificador, debemos considerar su respuesta en frecuencia . El transformador presenta una baja impedancia en frecuencias graves y alta impedancia en frecuencias agudas siendo así un filtro de paso bajo. Si necesitamos escuchar frecuencias del rango de la voz humana necesitamos aumentar la potencia para escuchar las frecuencias que el transformador atenúa. Pero al aumentar la potencia se refuerzan los graves, causando saturación, esta también genera cierta distorsión. También es importante tener un ecualizador o que el amplificador tenga incorporado un filtro de pasa-altos que limite las frecuencias bajas.
3. Aumenta el coste por la necesidad de instalar un transformador de audio en el amplificador y en cada altavoz.
4. Requiere mayores exigencias de aislamiento eléctrico.
5. disminuye considerablemente la calidad del sonido en notas graves y agudas.
6. La regulación del nivel de cada altavoz ha de hacerse mediante atenuadores por saltos, normalmente con solo 6 niveles distintos.